# Blepharita nasamonius
Blepharita nasamonius là một loài bướm đêm trong họ Noctuidae.